# Абрагам Блумарт
Абрагам Блумарт (нід. Abraham Bloemaert; 25 грудня 1566 — 27 січня 1651) — нідерландський художник і викладач, представник стилю маньєризм. Вчитель декількох голландських художників, засновник художньої гільдії Св. Луки в місті Утрехт.

## Маньєризм в Голландії

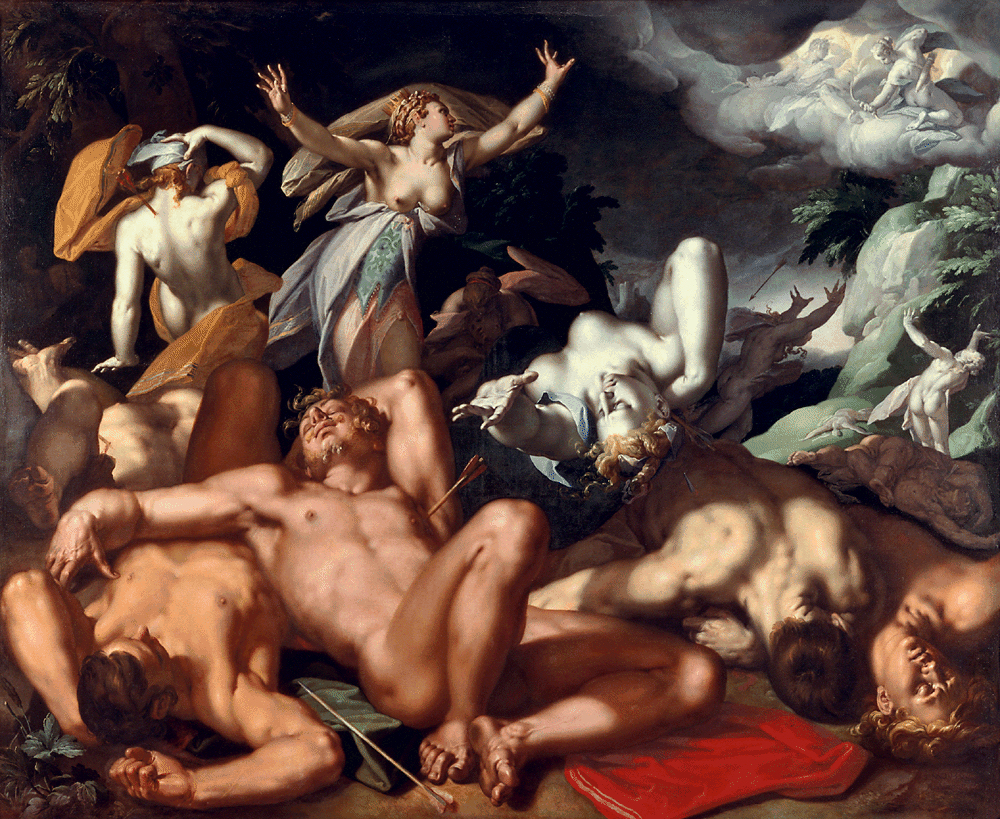
« Убивство дітей Ніобеї»

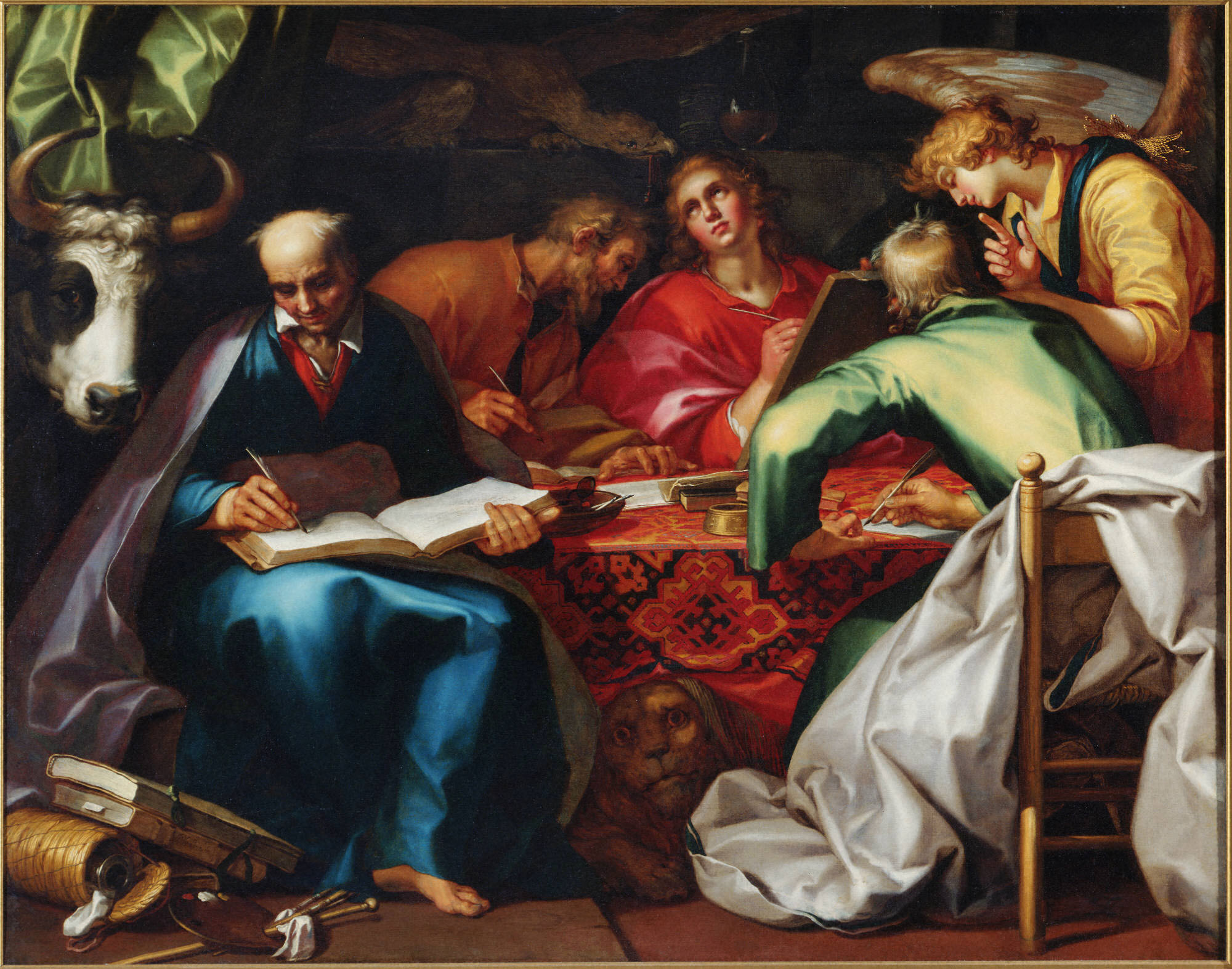
« Чотири Євангелісти», 1615, Художній музей, Принстон

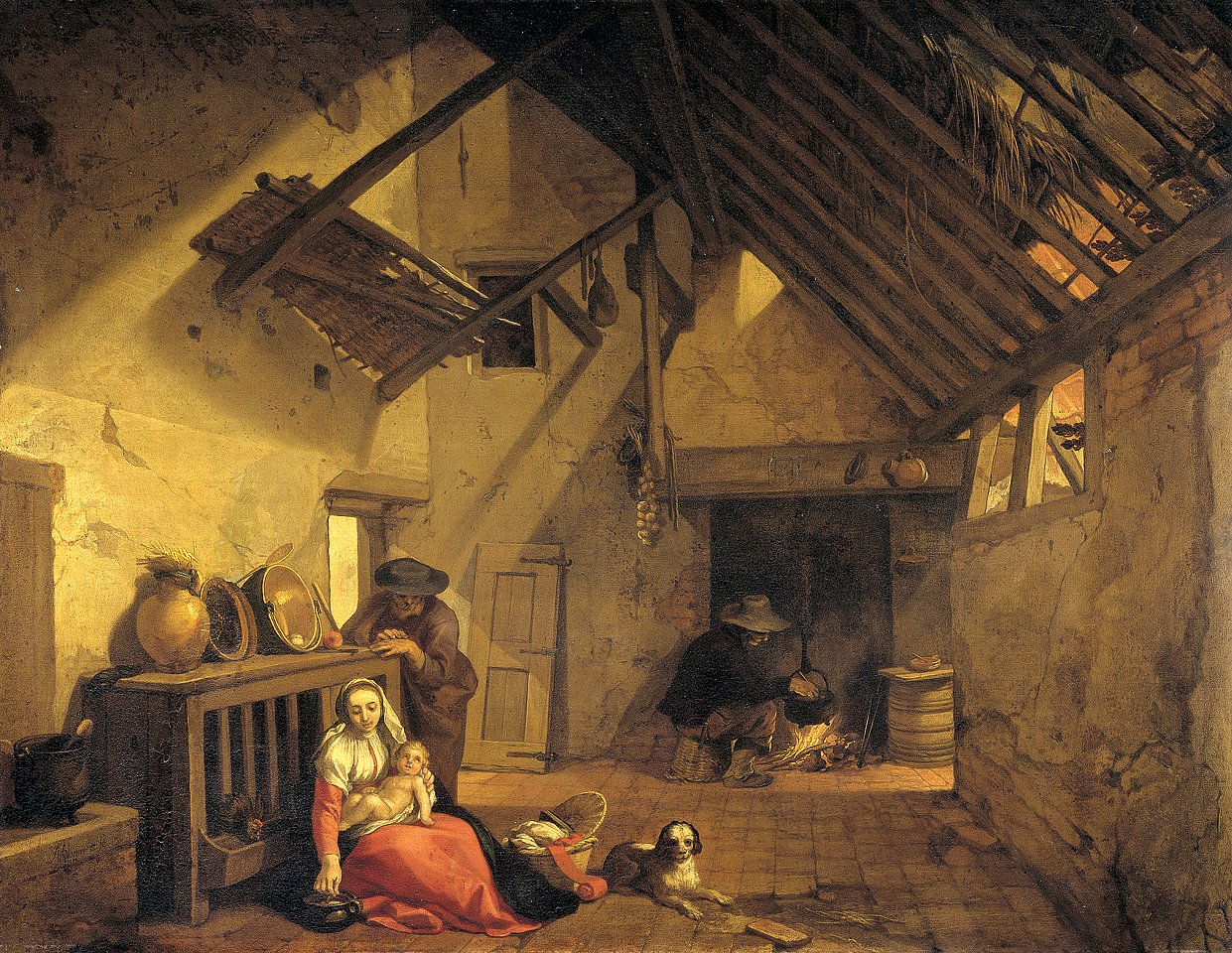
« Відпочинок Св. Родини на шляху до Єгипту», 1632, Державний музей (Амстердам).

Маньєризм досить швидко отримав поширення в Нідерландах — і через великий авторитет італійських майстрів, і через постійні контакти митців Нідерландів з сучасними їм італійськими маньєристами. В Північних Нідерландах, які згодом стануть називати Голландією, історично склалися два потужних центри маньєризму. Перший — у місті Гарлем наприкінці 16 століття під керівництвом Карела ван Мандера, Гендріка Гольціуса та Корнеліса ван Гарлема.

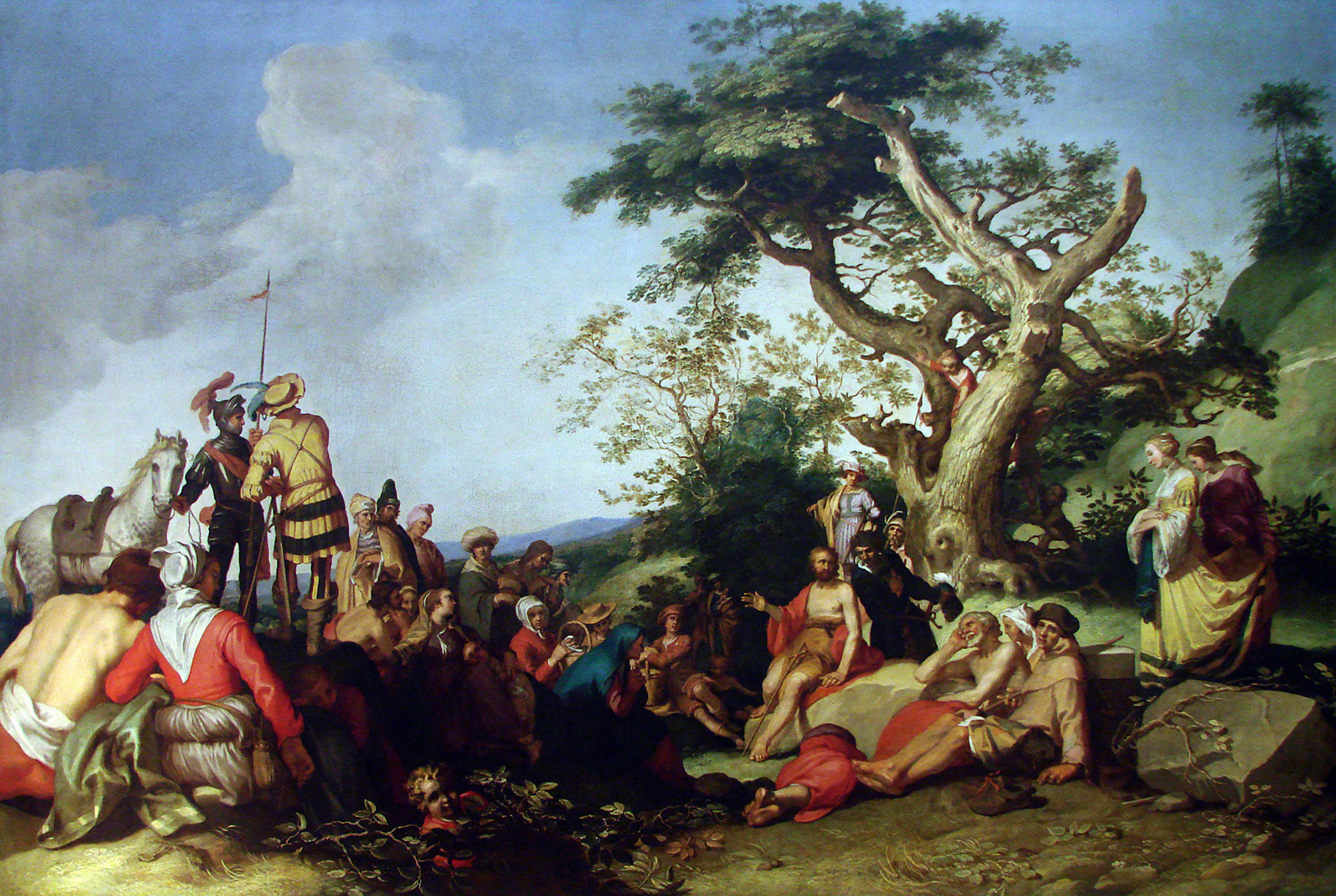
«Проповідь Івана Хрестителя», Музей красних мистецтв, Нансі

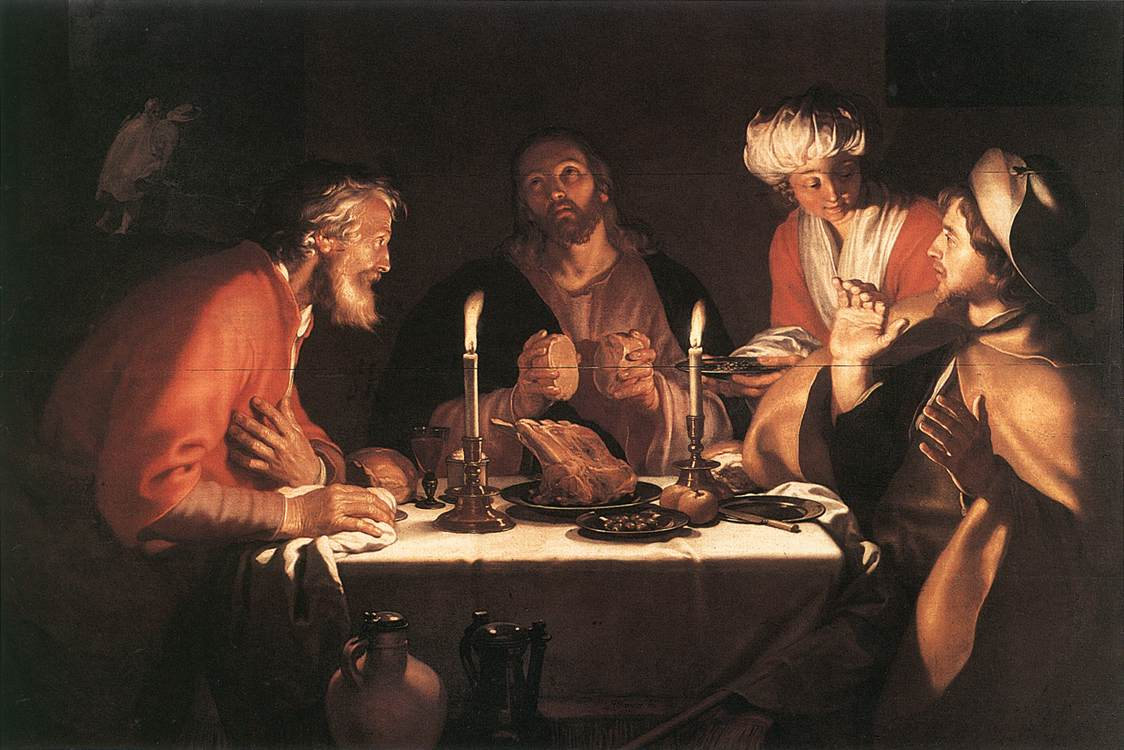
« Христос в Еммаусі», 1622, Брюссель

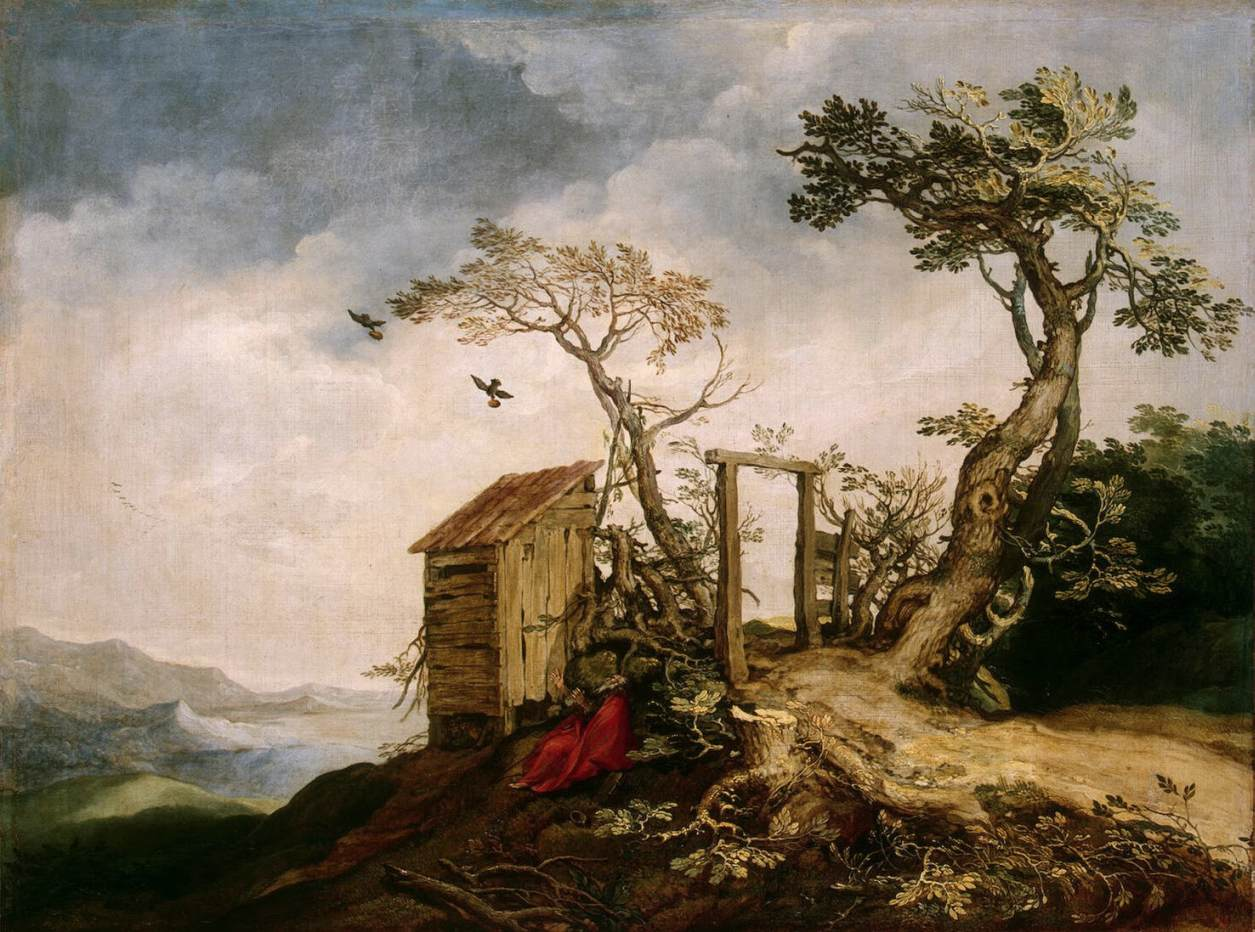
« Пустельник Ілія в пейзажі», бл. 1610, Ермітаж, Санкт-Петербург

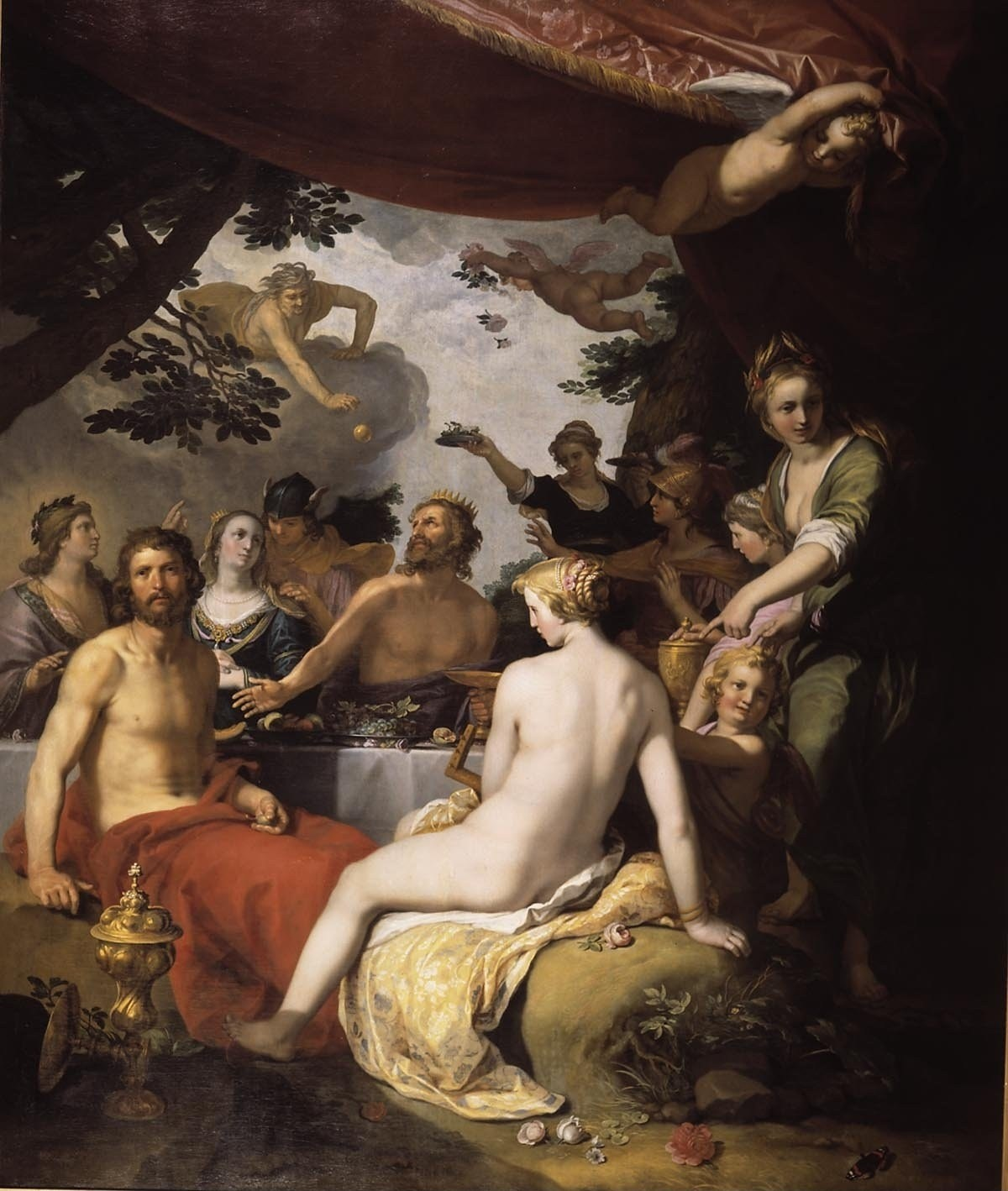
« Весілля Пелея та Фетіди», 1638, Мауріцгейс, Гаага

Другий центр виник в місті Утрехт у 1611 році з ініціативи двох майстрів — Абрагама Блумарта та Йоахима Ейтевала. Як то притаманно маньєристам, майстри наполягали на перевагах уяви, віртуозної майстерності, підкореності відомим художнім авторитетам минулого, зневажливого ставлення до вивчення натури (яку вважали неестетичною), гідною покращення в картині. Маньєризм в Нідерландах відразу мав національне забарвлення, бо лише частково спирався на досвід італійських корифеїв Високого Відродження на кшталт Рафаеля Санті чи Мікеланджело Буонарроті.
Художні традиції Нідерландів значно відрізнялися від традицій Італії (де авторитетом була давньоримська античність), бо майстри Нідерландів орієнтувались на мистецтво пізньої готики і реалізму. Тому в бродючу суміш нідерландського мистецтва 16 століття з залишками пізньої готики і реалізму були зроблені лише додатки новітніх знахідок маньєристів Італії. Картини виходили штучними, чудернацькими, бо в свідомості нідерландців боролися національні реалістичні настанови з іноземними, штучними. Серед ранніх творів Блумарта — «Проповідь Івана Хрестителя», Музей красних мистецтв, Нансі, де в натовпі видно як фігури маньєристичні, так і ті, що нагадують персонажів нідерландця Луки Лейденського.
- Полотна ж «Чотири Євангелісти» чи «Убивство дітей Ніобеї» вже цілком маньєристичні.
- Картина «Христос в Еммаусі», 1622, Брюссель — твір з типовими рисами утрехтських караваджистів.
- В картині «Відпочинок Св. Родини на шляху до Єгипту», 1632, Державний музей (Амстердам) дивує грубим натуралізмом постоялий двір, де зупинились Марія та Йосип на шляху до Єгипту. В цілком реалістичній картині дещо штучними виглядають вже тільки дрібні, стаффажні фігурки самої Святої Родини.
- Пізній твір «Весілля Пелея та Фетіди», 1638, Мауріцгейс, Гаага — не що інше як голландський класицизм 17 століття. Можливо, на стилістику класицизму в творі вплинули міфологічний сюжет та смаки замовника, з якими рахувався художник.

Творчість Абрагама Блумарта, фігури досить космополітичної, цікава як ілюстрація шляху, що пройшло нідерландське мистецтво від пізнього маньєризму до голландського реалізму середини 17 століття, увібравши усі метушливі пошуки перехідної доби. Художник довго жив і мав впливи і маньєристів Франції, де працював 10 років, і утрехтських караваджистів, а це різні мистецькі системи.

## Життєпис
На космополітизм художньої манери Блумарта вплинули трагічні події його життя. Рятуючись від каральних дій іспанських католиків щодо протестантів Нідерландів (яких нищили вогнем і мечем), родина Блумартів перебралася до Німеччини. Абрахам народився в німецькому місті Горнхем. Батько, Корнеліс Блумарт, був архітектор і художник. Перші художні навички син отримав від батька. Бажання дати синові добру освіту спонукало до вивчення декількох мов і праці з декількома художниками, що траплялися на його життєвому шляху. Абрахам знав латину і французьку. А серед його вчителів — Герріт Сплінтер, Йост де Беєр, Гендрік Гольціус.
Декілька років молодий митець мешкав у Парижі (бо опанував французьку) і повернувся у 1585 році в місто Утрехт, де оселився батько. Коли майстер Корнеліс Блумарт отримав замову з міста Амстердам, то разом з ним відбув і дорослий син. Зустріч з відомим представником маньєризму Гендріком Гольціусом призвела до переходу в майстерню останнього через захват його віртуозною майстерністю. Абрагам Блумарт працював разом з Гольціусом в місті Гарлем.
У травні 1593 року він узяв шлюб з Юдит ван Схонебурх і мешкав в Амстердамі. Шлюб тривав сім років і дружина померла. Смерть батька і майстерня, що він успадкував, примусили до переїзду до Утрехта. По смерті першої дружини у 1600 році бездітний Абрагам бере шлюб вдруге з Герде де Рой. Подружнє життя склалося непогано і родина матиме статок і дванадцять дітей. Два сини Абрагама теж стануть художниками, але син Гендрік Блумарт (1601—1627) рано помер.
У 1611 році разом з однодумцем, художником Йоахимом Ейтевалом вони заснували в Утрехті художню гільдію Св. Луки. У 1618 році Абрагам Блумарт став деканом гільдії.
Не всі сторінки життя художника достеменно відомі. Він помер у 1651 році, ймовірно, у місті Утрехт.

## Практика викладача

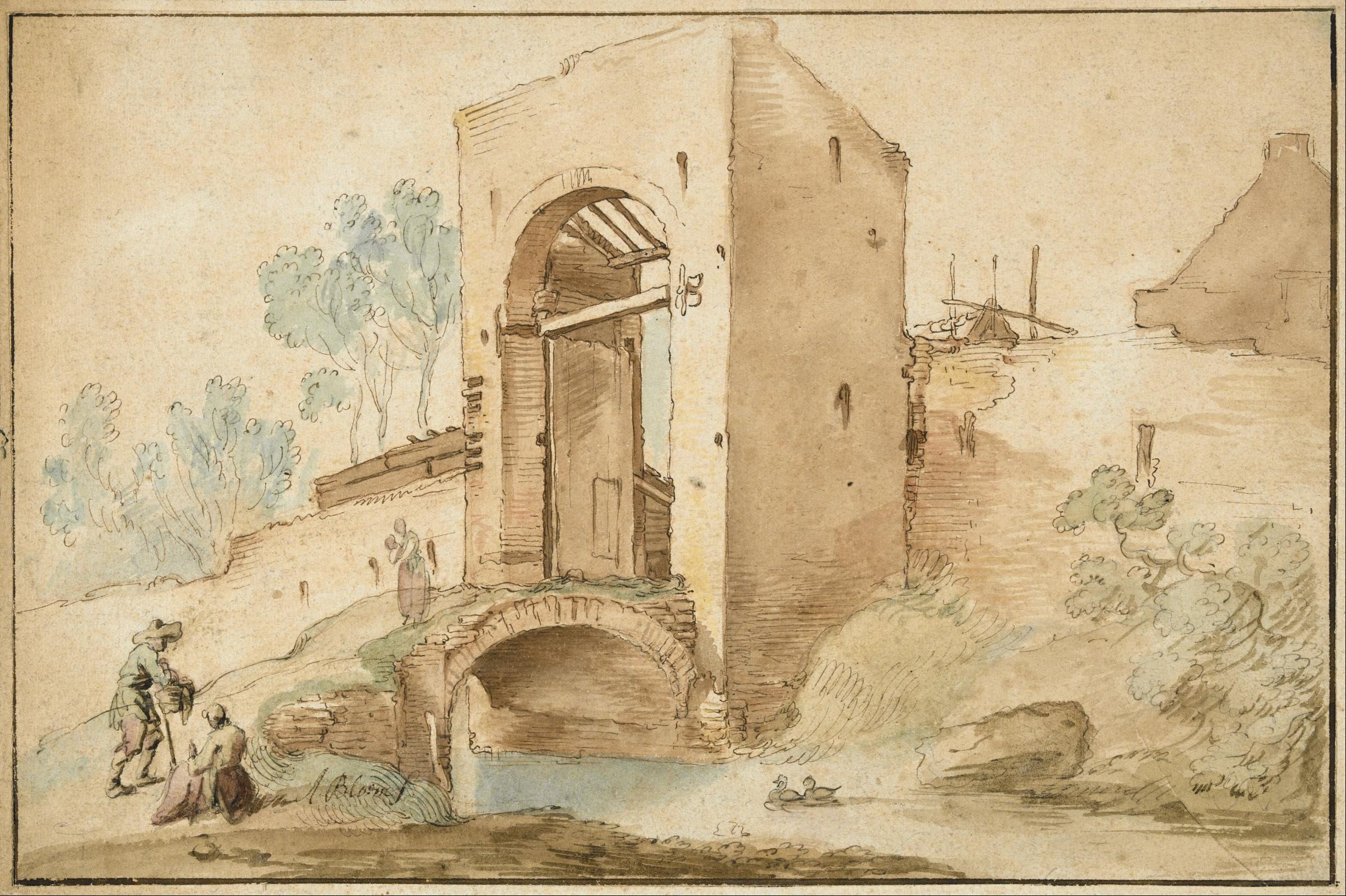
Абрагам Блумарт. Малюнок «Вхідна брама до міста», до 1635 р., Хьюстон.

Абрагам Блумарт — вчитель декількох голландських художників, серед яких:
- Ян Бот (1618? — 1652)
- Андріс Бот (1613—1642)
- Якоб Геррітс Кейп (1594—1651), переважно портретист, також автор жанрових картин.
- Альберт Кейп (1620—1691), син Альберта Кейпа.
- Ніколас Кнюпфер (1603—1660), німець за походженням, що зарахований до голландської школи XVII ст.
- Ян Баптист Венікс (1621—1661)
- Гендрік Блумарт, син Абрагама Блумарта, художник, що рано помер (1601—1627)
- Адріан Блумарт (1609—1666), син Абрагама Блумарта, переважно пейзажист.
- Ян ван Бейлерт (1597—1671)

## Вибрані твори

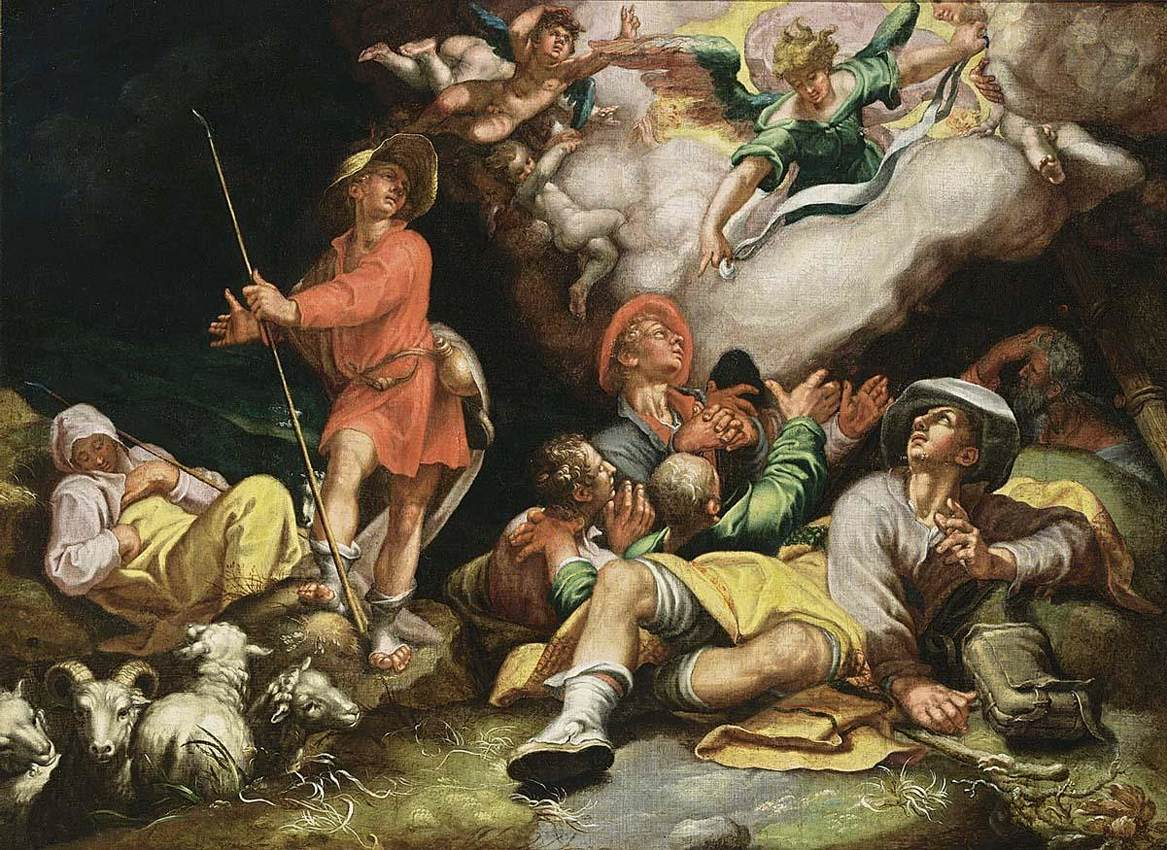
«Блага вість пастухам», бл. 1600, приватна збірка

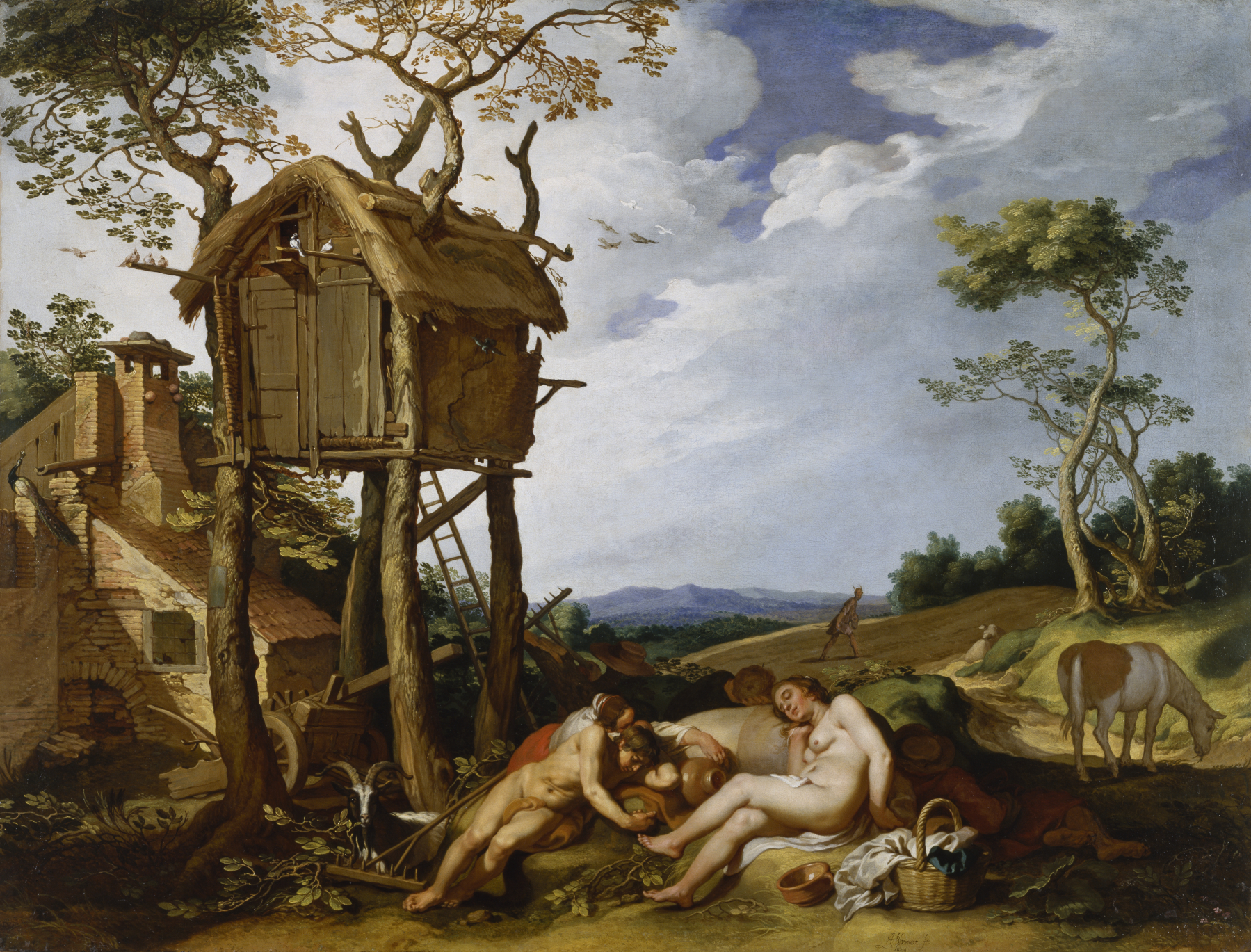
«Диявол сіє плевела, поки сплять селяни»

- «Проповідь Івана Хрестителя», Музей красних мистецтв, Нансі
- «Убивство дітей Ніобеї», 1591, Національний музей, Копенгаген
- «Весілля Амура і Психеї» (тондо), 1595, Віндзорський замок
- «Проповідь Івана Хрестителя», бл. 1597, Державний музей, Амстердам
- «Суд Париса», Музей образотворчих мистецтв імені Пушкіна, Москва
- «Блага вість пастухам», бл. 1600, приватна збірка
- «Пустельник Ілія в пейзажі», бл. 1610, Ермітаж, Санкт-Петербург
- «Поклоніння пастухів», 1612, Лувр, Париж
- «Чотири Євангелісти», 1615, Художній музей, Принстон
- «Вертумн у вигляді старої і Помона», 1620, приватна збірка
- «Христос в Еммаусі», 1622, Брюссель
- «Притча про пшеницю та плевела» (Диявол сіє плевела, поки сплять селяни), 1624, Художній музей Волтерса, Балтимор, (варіант — Ермітаж)
- «Ферма. Відпочинок селян», Берлін
- «Поклоніння волхвів», 1624, Гренобль
- «Харіклея і Тегенес», 1625, Сан Сусі, Берлін
- «Алегорія зими», бл. 1627, Лувр, Париж
- «Пастух в пейзажі та Товієм і янголом», бл. 1627, Інститут мистецтв, Міннеаполіс
- «Пастушка з виноградом», 1628, Кунстгалле, Карлсруе
- «Музи́ка з волинкою», Зальцбург
- «Пейзаж з відпочинком Св. Родини на шляху до Єгипту», 1631, Ермітаж, Санкт-Петербург
- «Відпочинок Св. Родини на шляху до Єгипту», 1632, Державний музей, Амстердам
- «Весілля Пелея та Фетіди», 1638, Мауріцгейс, Гаага
- «Старий з куркою», Ермітаж, Санкт-Петербург
- «Пейзаж з Товієм і янголом», Ермітаж, Санкт-Петербург